# Fojnička škrinja
Fojnička škrinja je list na hrvatskom jeziku iz Fojnice. Izlazi dvomjesečno. Prvi je broj izašao krajem 2009. godine. Osnivač lista je HKD Napredak, podružnica Fojnica. HKD Napredak bio je izdavač prvih brojeva. Prvi je broj izašao u boji, a već drugi broj je radi pojeftinjenja tiska izrađen kombinacijom stranica u boji s crno-bijelim stranicama. Od 12. broja izdavač je Hrvatsko katoličko prosvjetno društvo Rodoljub iz Fojnice.
Glavna urednica je Suzana Lovrić.

## Vanjske poveznice
- Franjevački samostan Duha Svetoga Fojnica  Arhivirana inačica izvorne stranice od 31. prosinca 2016. (Wayback Machine) Fojnička škrinja
- Facebook
- Readgur Fojnička škrinja